# Peter Orzechowski
Peter Orzechowski (* 24. Juli 1952 in Lohr am Main) ist ein deutscher Sachbuchautor, der Verschwörungstheorien propagiert.
Nach einem Lehramtsstudium der Germanistik, Geschichte und Politologie an der Universität München ist er als Redakteur für verschiedene Verlage und als Dozent an journalistischen Akademien tätig. Er lebte zeitweilig in den USA. Orzechowski veröffentlicht im Kopp Verlag und propagiert antisemitische Verschwörungstheorien (u. a. über den jüdischen Finanzinvestor George Soros). 2021 leugnete er, dass es die COVID-19-Pandemie in Deutschland gibt, und setzte die gesetzlichen Gegenmaßnahmen mit dem Ermächtigungsgesetz der Nationalsozialisten gleich. Ziel wäre eine „flächendeckende Überwachung und Kontrolle, Zwangsimpfung, ein kompletter Neustart der Wirtschaft und als Endziel eine Neue Weltordnung mit einer von den globalen Konzernen gesteuerten Weltregierung“. Auch der Soziologe Matthias Quent bezeichnet Orzechowski als Verschwörungstheoretiker. 

## Publikationen (Auswahl)
- Die Kraft der Rätsel. Weisheitsspiele der Welt. Schönberger, 1988, ISBN 978-3-89114-032-1
- Schwarze Magie. Braune Macht. Peter Selinka Verlag, 1991, ISBN 978-3-926532-05-3
- Das Vier-Elemente-Programm der Schamanen. Herbig, 2006, ISBN 978-3-7766-2496-0
- Schamanische De-Hypnose. Ehlers, 2008, ISBN 978-3-934196-74-2
- Am Vorabend des Dritten Weltkriegs. Kopp, 2013, ISBN 978-3-86445-094-5
- Der Dritte Weltkrieg. Schlachtfeld Europa. Kopp, 2014 (2. Auflage 2015), ISBN 978-3-86445-129-4
- Das Teeblatt Orakel: Sie trinken eine Tasse Tee und schauen direkt in die Zukunft. Nymphenburger, 2015, ISBN 978-3-485-02838-7
- Durch globales Chaos in die Neue Weltordnung. Kopp, 2016, ISBN 978-3-86445-387-8
- Der Staatsstreich: Ein politisch unkorrekter Roman. Anderwelt, 2016, ISBN 978-3-940321-14-5
- Besatzungszone: Wie und warum die USA noch immer Deutschland kontrollieren. Kopp, 2019, ISBN 978-3864457098
- Durch Corona in die Neue Weltordnung. Kopp 2021, ISBN 978-3-86445-807-1
- Demozid: Will eine selbst ernannte Elite die Menschheit reduzieren? Kopp 2023, ISBN 978-3-86445-955-9